# Mirpur
Mirpur (میر پور) – miasto we wschodnim Pakistanie, 295 km na południe od Muzaffarabadu, stolicy Azad Dżammu i Kaszmiru oraz 125 km Grand Trunk Road na południowy wschód od Islamabadu. Miasto znane jest także jako Little Britain. Jest największym miastem Azad Dżammu i Kaszmiru i stolicą Dystryktu Mirpur.

## Miasta partnerskie
- Birmingham
- Bradford
- Bruksela
- London Borough of Waltham Forest